# Nouna
Nouna è un dipartimento del Burkina Faso classificato come città, capoluogo della provincia  di Kossi, facente parte della Regione di Boucle du Mouhoun.
Il dipartimento si compone del capoluogo e di altri 59 villaggi: Aourèma, Babekolon, Bagala, Bankoumani, Bare, Bisso, Bonkuy, Boron, Damandigui, Dantiéra, Dara, Dembelela, Dembo, Digani, Dina, Diondougou, Dionkongo, Farakuy, Kaki, Kansara, Karekuy, Kalfadougou, Kemena, Kerena, Kombara, Konankoira, Konkuini, Kononiba, Koredougou, Koro, Lei, Mani, Moinsi, Mourdie, Niankuy, Ouette, Pa, Patiarakuy, Saint-Jean, Saint-Louis, Sampopo, Seré, Seriba, Sien, Simbadougou, Soa, Sobon, Soin, Sokoro, Solimana, Tébéré, Tenou, Thia, Tissi, Tombodougou, Toni, Tonkoroni, Tonseré e Zoun.